# Stewartby
Stewartby – wieś w Anglii, w hrabstwie ceremonialnym Bedfordshire, w dystrykcie (unitary authority) Bedford. Leży 9 km na południowy zachód od centrum miasta Bedford i 68 km na północny zachód od centrum Londynu. Miejscowość liczy 1212 mieszkańców.